# Rue du Recteur-Paul-Dottin
La rue du Recteur-Paul-Dottin (en occitan : carrièra del Rector Paul Dottin) est une voie de Toulouse, chef-lieu de la région Occitanie, dans le Midi de la France.

## Situation et accès

### Description
La rue du Recteur-Paul-Dottin est une voie publique. Elle se trouve dans le quartier de Bellefontaine.
Elle naît perpendiculairement au chemin de Lestang, peu après le carrefour de l'avenue du Général-Eisenhower . Elle suit sur 256 mètres un parcours rectiligne, orienté au sud-est, parallèle à cette même avenue. Elle reçoit le cheminement Le Tintoret, puis après avoir donné naissance au cheminement Guillaume-et-Joseph-Bouton, oblique au nord. Elle se termine 176 mètres plus loin. Elle est prolongée au nord par le cheminement Le Tintoret.
La chaussée compte une seule voie de circulation automobile à double-sens. Elle appartient à une zone 30 et la vitesse y est limitée à 30 km/h. Il n'existe pas d'aménagement cyclable.

### Voies rencontrées
La rue du Recteur-Paul-Dottin rencontre les voies suivantes, dans l'ordre des numéros croissants (« g » indique que la rue se situe à gauche, « d » à droite) :
1. Chemin de Lestang
2. Cheminement Le Tintoret - accès piéton (g)
3. Cheminement Guillaume-et-Joseph-Bouton (d)
4. Cheminement Le Tintoret

## Odonymie
La rue est nommée en hommage à Paul Dottin (1895-1964). Agrégé d'anglais, spécialiste de philologie et de littérature anglaise, il est maître de conférences, puis professeur à la faculté de lettres de l'université de Toulouse. Il en devient le doyen en 1937. Pendant la Seconde Guerre mondiale, il soutient la Résistance à l'université où les sont fabriqués de faux papiers et où cachés les Résistants. Le 24 août 1944, il est nommé au poste de recteur de l'académie de Toulouse par les autorités de la Libération. Il exerce ses fonctions jusqu'à sa retraite

## Patrimoine et lieux d'intérêt

### Établissements scolaires
- no  5 : école maternelle Les Pinhous. 
L'école est construite en 1966 sur les plans de l'équipe des architectes Georges Candilis, Alexis Josic et Shadrach Woods. Elle est bâtie sur une ossature de poutres et de poteaux en béton : les murs de refend sont en béton banché avec des contre-cloisons de doublage, les parements extérieurs en béton brut de décoffrage. Le plan s'organise autour d'un espace central dévolu à la cour de récréation, autour de laquelle se répartissent les cinq salles de classe, un dortoir, une salle de réunion, un bureau de direction, une cantine et les sanitaires. Les salles de classe, orientées à l'est, se prolongent à l'extérieur par une terrasse[3],[4].

- no  7 : école maternelle Georges-Bastide. 
L'école est construite en 1969 sur les mêmes plans que l'école maternelle Les Pinhous[3],[4].
- no  8 : école élémentaire Georges-Bastide[5],[6].

- no  10 : école élémentaire Paul-Dottin.  Patrimoine XXe siècle (2017)[7] et  Labélisé ACR (2017)[8],[5],[9].

### Jardins du Tintoret
Les jardins du Tintoret sont établis entre l'avenue du Général-Eisenhower, au sud, et la rue du Recteur-Paul-Dottin et le cheminement Guillaume-et-Joseph-Bouton, au nord, sur une superficie de 9 000 m2 environ. Il compte, à l'ouest, une aire de jeux pour enfants et un city stade. À l'est, un jardin partagé, L'Amitié du Tintoret, a été aménagé par la mairie de Toulouse.